# Fermín López
Fermín López Marín (El Campillo, 11 maggio 2003) è un calciatore spagnolo, centrocampista del Barcellona, della nazionale spagnola, con la quale si è laureato campione d’Europa nel 2024 e della nazionale Under-21 spagnola.

## Caratteristiche tecniche
Fermín è un centrocampista centrale di piede destro, la cui versatilità gli permette di giocare anche da centrocampista offensivo. Sa calciare con potenza, inoltre quando tira usa bene entrambi i piedi, all'occorrenza sfrutta bene pure il colpo di testa. Già al suo esordio nella massima serie è stato ritenuto uno dei centrocampisti più promettenti della propria generazione: è bravo tecnicamente, ha ottimi movimenti senza palla, è abile nello sfruttare lo spazio ed ha una buona prolificità sia in gol sia in assist.

## Carriera

### Club

#### Gli inizi
Nato a El Campillo, ha iniziato a giocare a calcio con il Recreativo Huelva prima di trasferirsi al Betis nel 2012. Nell'estate del 2016 si è trasferito nella cantera del Barcellona.
Il 19 agosto 2022 ha firmato un contratto professionistico con i blaugrana fino al 2024 ed è stato prestato al Linares Deportivo in Primera Federación per la stagione 2022-2023. Ha fatto il suo debutto nove giorni più tardi, partendo titolare nella vittoria per 2-0 contro il Mérida AD. Ha segnato il suo primo gol il 30 ottobre 2022, in un successo esterno per 2-1 contro il Rayo Majadahonda. Ha terminato la stagione con 12 gol in 40 presenze.

#### Barcellona
Dopo delle ottime prestazioni in allenamento con il Barcellona, è stato convocato per la tournée di luglio. Si è messo in mostra con un gol e un assist nella vittoria in amichevole contro il Real Madrid il 29 luglio. Dopo la partita, Xavi ha confermato che sarebbe rimasto in prima squadra per la stagione 2023-24.
Il 27 agosto 2023 ha debuttato in Liga nella vittoria per 4-3 contro il Villarreal. Due giorni dopo ha firmato un nuovo contratto fino al 30 giugno 2027 con una clausola rescissoria di 400 milioni di euro. Il 10 settembre ha fatto il suo debutto ufficiale anche con il Barça Atlètic dopo aver ricevuto il permesso da Xavi. È stato espulso per somma di ammonizioni nella sconfitta esterna per 1-0 contro il Gimnàstic. È in seguito tornato in prima squadra e ha debuttato in UEFA Champions League il 19 settembre, rimpiazzando Gavi al 58º minuto della vittoria casalinga per 5-0 contro l'Anversa, durante la Champions League segna due reti, la prima battendo per 2-1 lo Shakhtar Donetsk e la seconda sconfiggendo per 3-1 il Napoli. Nell'incontro esterno contro il Maiorca, ha segnato il suo primo gol nel campionato con il Barcellona: entrato in campo al 64', ha segnato al 75' il gol del definitivo 2-2. Il 24 febbraio 2024 segna la rete del 4-0 battendo il Getafe, è inoltre autore di una doppietta che consegna la vittoria su 2-0 contro l'Almería.

### Nazionale
Ha giocato nella nazionale spagnola Under-21, il 27 maggio 2024 viene convocato per la prima volta in nazionale maggiore venendo inserito nella lista dei pre-convocati per Euro 2024. Il 5 giugno seguente esordisce con la massima selezione iberica nell'amichevole vinta 5-0 contro Andorra.
Viene convocato con la nazionale olimpica ai giochi di Parigi 2024, segna un gol nella vittoria per 3-1 contro la Repubblica Dominicana, nei quarti di finale sigla una doppietta contribuendo al successo per 3-0 ai danni del Giappone, invece nella semifinale egli è l'uomo partita contro il Marocco, in svantaggio di una lunghezza, López segna la rete del pareggio e infine con un suo assist vincente consente a Juanlu Sánchez di segnare il gol del 2-1 permettendo alla Spagna di accedere alla finale, vince la medaglia d'oro sconfiggendo la Francia nell'ultima partita con il risultato di 5-3, López segna due reti..
Fermin Lopez con 6 reti totali realizzate in 424' di gioco è il secondo miglior goleador del torneo, dietro solo al marocchino Soufiane Rahimi che chiude con otto reti.

## Statistiche

### Presenze e reti nei club
Statistiche aggiornate al 30 aprile 2025.
| Stagione          | Squadra           | Campionato        | Campionato | Campionato | Coppe nazionali | Coppe nazionali | Coppe nazionali | Coppe continentali | Coppe continentali | Coppe continentali | Altre coppe | Altre coppe | Altre coppe | Totale | Totale | Totale |
| Stagione          | Squadra           | Comp              | Pres       | Reti       | Comp            | Pres            | Reti            | Comp               | Pres               | Reti               | Comp        | Pres        | Reti        | Pres   | Reti   |        |
| ----------------- | ----------------- | ----------------- | ---------- | ---------- | --------------- | --------------- | --------------- | ------------------ | ------------------ | ------------------ | ----------- | ----------- | ----------- | ------ | ------ | ------ |
| 2022-2023         | Linares Deportivo | PF                | 37         | 12         | CR              | 3               | 0               | -                  | -                  | -                  | -           | -           | -           | 40     | 12     |        |
| 2023-2024         | Barcellona        | PD                | 31         | 8          | CR              | 2               | 1               | UCL                | 8                  | 2                  | SS          | 1           | 0           | 42     | 11     |        |
| 2024-2025         | Barcellona        | PD                | 26         | 6          | CR              | 6               | 1               | UCL                | 9                  | 1                  | SS          | 1           | 0           | 42     | 8      |        |
| Totale Barcellona | Totale Barcellona | Totale Barcellona | 57         | 14         |                 | 8               | 2               |                    | 17                 | 3                  |             | 2           | 0           | 84     | 19     |        |
| Totale carriera   | Totale carriera   | Totale carriera   | 94         | 26         |                 | 11              | 2               |                    | 17                 | 3                  |             | 2           | 0           | 124    | 31     |        |

### Cronologia presenze e reti in nazionale
| Cronologia completa delle presenze e delle reti in nazionale ― Spagna | Cronologia completa delle presenze e delle reti in nazionale ― Spagna | Cronologia completa delle presenze e delle reti in nazionale ― Spagna | Cronologia completa delle presenze e delle reti in nazionale ― Spagna | Cronologia completa delle presenze e delle reti in nazionale ― Spagna | Cronologia completa delle presenze e delle reti in nazionale ― Spagna | Cronologia completa delle presenze e delle reti in nazionale ― Spagna | Cronologia completa delle presenze e delle reti in nazionale ― Spagna |
| Data                                                                  | Città                                                                 | In casa                                                               | Risultato                                                             | Ospiti                                                                | Competizione                                                          | Reti                                                                  | Note                                                                  |
| --------------------------------------------------------------------- | --------------------------------------------------------------------- | --------------------------------------------------------------------- | --------------------------------------------------------------------- | --------------------------------------------------------------------- | --------------------------------------------------------------------- | --------------------------------------------------------------------- | --------------------------------------------------------------------- |
| 5-6-2024                                                              | Badajoz                                                               | Spagna                                                                | 5 – 0                                                                 | Andorra                                                               | Amichevole                                                            | -                                                                     | 62’                                                                   |
| 24-6-2024                                                             | Düsseldorf                                                            | Albania                                                               | 0 – 1                                                                 | Spagna                                                                | Euro 2024 - 1º turno                                                  | -                                                                     | 62’                                                                   |
| Totale                                                                |                                                                       | Presenze                                                              | 2                                                                     |                                                                       | Reti                                                                  | 0                                                                     |                                                                       |

| Cronologia completa delle presenze e delle reti in nazionale ― Spagna olimpica | Cronologia completa delle presenze e delle reti in nazionale ― Spagna olimpica | Cronologia completa delle presenze e delle reti in nazionale ― Spagna olimpica | Cronologia completa delle presenze e delle reti in nazionale ― Spagna olimpica | Cronologia completa delle presenze e delle reti in nazionale ― Spagna olimpica | Cronologia completa delle presenze e delle reti in nazionale ― Spagna olimpica | Cronologia completa delle presenze e delle reti in nazionale ― Spagna olimpica | Cronologia completa delle presenze e delle reti in nazionale ― Spagna olimpica |
| Data                                                                           | Città                                                                          | In casa                                                                        | Risultato                                                                      | Ospiti                                                                         | Competizione                                                                   | Reti                                                                           | Note                                                                           |
| ------------------------------------------------------------------------------ | ------------------------------------------------------------------------------ | ------------------------------------------------------------------------------ | ------------------------------------------------------------------------------ | ------------------------------------------------------------------------------ | ------------------------------------------------------------------------------ | ------------------------------------------------------------------------------ | ------------------------------------------------------------------------------ |
| 24-7-2024                                                                      | Parigi                                                                         | Uzbekistan olimpica                                                            | 1 – 2                                                                          | Spagna olimpica                                                                | Olimpiadi 2024 - 1º turno                                                      | -                                                                              | 76’                                                                            |
| 27-7-2024                                                                      | Bordeaux                                                                       | Rep. Dominicana olimpica                                                       | 1 – 3                                                                          | Spagna olimpica                                                                | Olimpiadi 2024 - 1º turno                                                      | 1                                                                              | 77’                                                                            |
| 30-7-2024                                                                      | Nantes                                                                         | Spagna olimpica                                                                | 1 – 2                                                                          | Egitto olimpica                                                                | Olimpiadi 2024 - 1º turno                                                      | -                                                                              | 62’                                                                            |
| 2-8-2024                                                                       | Lione                                                                          | Giappone olimpica                                                              | 0 – 3                                                                          | Spagna olimpica                                                                | Olimpiadi 2024 - Quarti di finale                                              | 2                                                                              | 78’ 83’                                                                        |
| 5-8-2024                                                                       | Marsiglia                                                                      | Marocco olimpica                                                               | 1 – 2                                                                          | Spagna olimpica                                                                | Olimpiadi 2024 - Semifinale                                                    | 1                                                                              | 67’ 88’ Template:Cronopar0                                                     |
| Totale                                                                         |                                                                                | Presenze                                                                       | 5                                                                              |                                                                                | Reti                                                                           | 4                                                                              |                                                                                |

## Palmarès

### Club
- Supercoppa di Spagna: 1

Barcellona: 2025
- Coppa di Spagna: 1

Barcellona: 2024-2025
- Campionato spagnolo: 1

Barcellona: 2024-2025

### Nazionale
- Campionato d'Europa: 1

Germania 2024
- Oro olimpico: 1

2024